# Waffenhaus

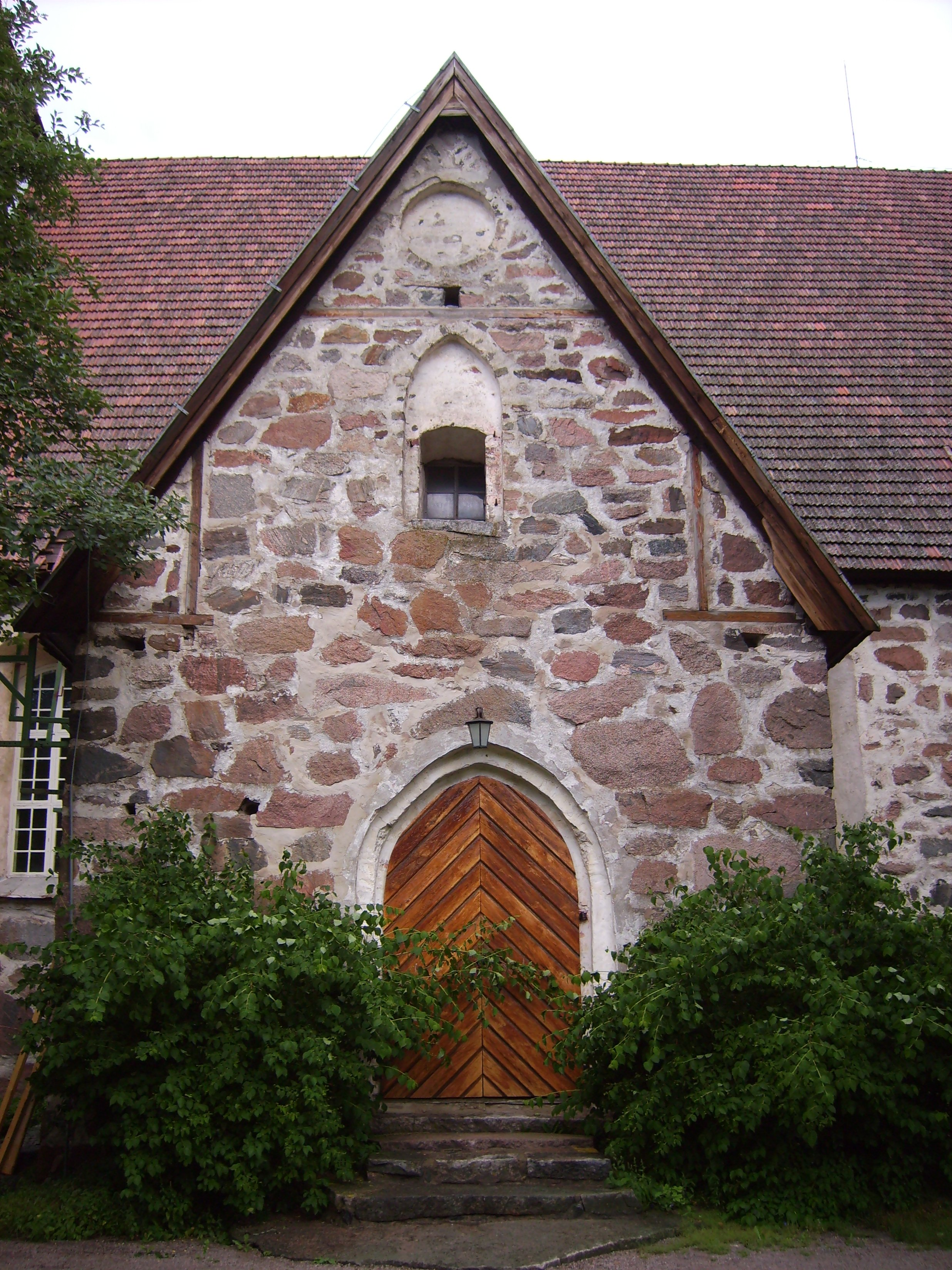
Waffenhaus der Kirche von Korpo (Finnland, 15. Jhd.)

Als Waffenhaus wird ein Vorraum vor einem Portal in der Westhälfte einer Kirche in Skandinavien und Finnland bezeichnet. Die meisten Waffenhäuser stammen aus dem 15. Jahrhundert oder der ersten Hälfte des 16. Jahrhunderts, doch gibt es auch Waffenhäuser aus romanischer Zeit. Statt Waffenhaus wird im Deutschen oft Vorhalle verwendet, obwohl dieser Begriff wie die englische Übersetzung church porch viel umfassender und auch nicht auf Nordeuropa beschränkt ist.
Die ursprüngliche Funktion der Waffenhäuser ist umstritten. Die landläufige Erklärung, wonach die Männer dort ihre Waffen ablegten, bevor sie die Kirche betraten, geht auf die 1555 in Rom erschienene lateinische Schrift Historia de gentibus septentrionalibus (Geschichte der nordischen Völker) des angesehenen Kartografen, Geografen und letzten katholischen Erzbischofs von Uppsala Olaus Magnus zurück, was deren weite Verbreitung plausibel macht. Diese Erklärung wird von der heutigen Forschung weitgehend verworfen; die einzige Funktion kann es ohnehin nicht gewesen sein, da es auch Waffenhäuser an der Nordseite von Kirchen gibt, also vor der damaligen Frauenpforte.
Als am wahrscheinlichsten gilt, dass ursprünglich die Männer des Dorfes in Friedenszeiten dort ihre Waffen deponierten. Die aus Stein errichtete Kirche war ein sicherer und zentraler Ort; im Falle eines Krieges konnte von dort aus die Verteidigung des Dorfes schnell und effizient organisiert werden. Das deutsche Wort Waffenhaus ist zunächst eine moderne Übersetzung der entsprechenden Wörter in den nordischen Sprachen, aber wenn diese Funktion zutrifft, dürften diese Wörter ihrerseits Übersetzungen des alten, nicht mehr gebräuchlichen deutschen Wortes Waffenhaus für Zeughaus sein. 
Die skandinavischen Waffenhaus-Kirchenanbauten wurden aber wohl auch aus anderen Gründen gebaut, z. B. um Menschen Schutz zu bieten, die aus verschiedenen Gründen eine Kirche nicht betreten durften, etwa Wöchnerinnen, die vor dem Betreten der Kirche vom Priester kultisch gereinigt werden mussten und darauf nicht im Freien in Wind und Wetter warten sollten; das würde auch die Waffenhäuser an der Nordseite von Kirchen erklären.